# Hogeschool Helicon
Die Hogeschool Helicon ist eine pädagogische Fachhochschule  in den Niederlanden. Sie bietet Bachelor- und Master-Studiengänge in den Bereichen Pädagogik, Waldorfpädagogik, Schulmusik und Eurythmie an. Ebenso im Studienprogramm enthalten sind berufsbegleitende Ausbildungen und Zusatzqualifikationen. Die Hochschule ist unterteilt in drei Fakultäten in Zeist und Den Haag. Die Fakultäten Pädagogik und Schulmusik sind in Zeist untergebracht, die Euritmie Academie in Den Haag.

## Studiengänge
Die Hochschule bietet folgende Studiengänge an: 
- Bachelor of Education (Fachrichtung Waldorfpädagogik)
- Master of Arts „Special Educational Needs“ in Zusammenarbeit mit der University of Plymouth/England
- Bachelor of Education in Music (Schulmusik)
- Bachelor in Tanzpädagogik (Fachrichtung Eurythmie)